# 丹麥經濟
丹麥經濟是一個完全現代化的市場經濟體，但又帶有濃厚的社會主義色彩，一般收入者的個人所得稅率超過百分之五十，擁有高科技農業、現代的小規模企業化工業、寬鬆的政府福利制度、舒適的生活水準、穩定的貨幣以及對國際貿易的高度倚賴。丹麥是食品以及能源設備、農牧品出口大國。

## 貨幣
丹麥克朗是丹麥的法定貨幣。丹麥的經濟水平遠高於歐洲貨幣聯盟所制訂的標準，2000年9月舉行的全民公決卻最後決定丹麥不參加其他11個歐洲國家所使用的統一貨幣歐元。雖然丹麥沒有加入歐元區，但作為丹麥最重要貿易夥伴的鄰國德國是歐元成員國，而且丹麥與歐元區國家的貿易頻繁，所以丹麥克朗與歐元是採用固定匯率掛鉤。